# Автобан A37 (Німеччина)
Федеральний автобан A37 (A37, нім. Bundesautobahn 37)  – німецька автомагістраль, що складається з двох ділянок, яка є під’їздом до міста Ганновера та виставкового центру Ганновера. Північну ділянку між Бургдорфом і Ганновер-Місбургом у народі називають Муравтобаном через його розташування в Altwarmbüchener Moor, а ділянку між виставковим центром і AD Ганновер-Південь називають торгово-виставковим сполученням. На обох ділянках автомагістраль має дві смуги в обох напрямках.

## Маршрут
Дві ділянки з’єднує Messeschnellweg, яка є частиною федеральної траси B 3 на північній ділянці (між розв’язкою 5 Ганновер-Місбург і Зельхорстер Кройц) і частиною федеральної траси 3 на південній ділянці (між Зельхорстер Кройц і перехрестя 11 Hannover-Messegelände) федеральна траса B 6.
Південна частина, виставкова гілка, являє собою опору між північною частиною B 6 (і опосередковано B 3) і південною частиною A7. Виставкова гілка не має відповідних сполучних пандусів з іншими частинами B6 і A7 . З іншого боку, до всіх маршрутів між A7 і B6 можна дістатися по федеральній трасі B 443.